# Callimodapsa voltana
Callimodapsa voltana is een keversoort uit de familie zwamkevers (Endomychidae). De wetenschappelijke naam van de soort werd in 1974 gepubliceerd door Strohecker.